# Банківська тратта
Бáнківська трáтта (англ. banker's draft) — тратта, що містить письмовий наказ банку, в якому вкладено кошти іншого банку, сплатити визначену суму грошей конкретній особі у певний строк. Такі тратти переважають звичайні торгові тратти, оскільки вважають більш належними і враховуються з меншим дисконтом.
Є дві форми банківської тратти: строкова тратта (англ. time draft), на якій вказується банкові сплатити певну суму за визначеною датою, і тратта на подавця (англ. sight draft), на якій вказується сума, яку банк повинен виплатити конкретній особі.